# Kissing the Pink
I Kissing the Pink sono un gruppo musicale britannico, formatisi a Londra nel 1980. I componenti attuali del gruppo sono il cantante e chitarrista Nicholas Whitecross e i tastieristi Jon Kingsley Hall e George Stewart. In passato ne fecero parte la sassofonista Josephine Wells, il bassista e violinista Peter Barnett, il batterista Stephen "Stevie" Cusack, la cantante Sylvia Griffin e il chitarrista Simon Aldridge.

## Carriera
Il gruppo si formò nel 1980 al Royal College of Music di South Kensington. L'anno seguente incisero il loro singolo di debutto, Don't hide in the shadows, registrato con il produttore Martin Hannett agli Strawberry Studios di Stockport. Hannett in precedenza aveva lavorato con i Joy Division, The Durutti Column e John Cooper Clarke ma non è stato a tutti gli effetti il loro produttore fino a quando il gruppo ha abbandonato il loro primo manager (celebrato nella loro canzone Michael), firmarono un contratto discografico con la Magnet Records e iniziarono a ottenere frequenti passaggi radiofonici.
Nel 1983 registrarono il loro album di debutto, Naked agli AIR Studios con Colin Thurston produttore principale. Oltre a investire in un rinomato produttore, la Magnet finanziò la realizzazione dei video promozionali per i singoli Mr. Blunt (girato al Long Man of Wilmington) e Watching Their Eyes, che però non entrarono in classifica. Dopo questi insuccessi, il loro singolo The Last Film raggiunse la top 20 della UK Singles Chart, ma fu il loro unico successo nel Regno Unito. L'album Naked invece raggiunse la posizione numero 54 nella classifica britannica degli album.
La loro prima entrata nella Billboard Hot 100 avvenne con il singolo Maybe This Day che raggiunse la posizione n. 87 della chart statunitense nel 1983. Nel 1984 incisero il loro secondo album, What Noise, che non venne distribuito a livello mondiale e non ebbe particolari attenzioni di pubblico e critica.
Dal 1985, a seguito dell'abbandono di alcuni suoi componenti, il gruppo abbreviò il nome in KTP (con quattro membri: Nick Whitecross, John Kingsley Hall, Stephen Cusack e Simon Aldridge) e cambiò lo stile musicale, dalla new wave degli esordi al synth pop, registrando diversi singoli che entrarono nelle posizioni alte delle classifiche Dance statunitensi. Certain Things Are Likely fu il loro unico numero 1 americano per tre settimane di permanenza, e il loro album omonimo arrivò alla n. 97 della Billboard Hot 100 nel 1986. Un altro brano dell'album, One Step, ebbe un grande successo in Italia, dove raggiunse il secondo posto nella classifica delle vendite e venne utilizzato nella colonna sonora del film Scuola di ladri. Anche col terzo brano successivo estratto dall'album Never Too Late (To Love You) ottennero buon successo, seppur non paragonabile al precedente.
Nel 1988 passarono alla WEA e registrarono il singolo Stand Up (Get Down), ma fu un insuccesso clamoroso, non entrando neanche in classifica, che provocò la rottura immediata del contratto con la casa discografica; non pubblicarono materiale nuovo per cinque anni.
L'ultimo album dei Kissing the Pink pubblicato su supporto fisico, Sugarland, dopo cinque anni di assenza, era caratterizzato da uno stile tra la musica psichedelica e il dance-pop. Da allora, la band ha realizzato un album con Ecologist chiamato Hot Filth nel quale c'è una commistione ulteriore tra psichedelia, jazz e altre forme musicali.
Nel 2015, dopo l'abbandono di Simon Aldridge e in formazione a tre, i KTP hanno pubblicato due album in formato digitale su Bandcamp: Digital People, e FatHome.

## Collaborazioni
Whitecross, Hall e Stewart hanno collaborato nei primi anni '90 per molti singoli di musica dance, e nel 2003 registrarono un album con il sassofonista jazz Candy Dulfer, intitolato Right in my soul. Hanno lavorato anche con Gareth Gates per il suo album Pictures of the Other Side. Da solo, Whitecross ha composto brani per un numero considerevole di artisti pop, tra cui Kim Wilde (inclusa Heart Over Mind, che entrò nella classifica Top 40), Jem, Jaci Velasquez, Jonna Lee, Glen Scott, Leslie Clio e Shea Seger. La band scrisse ed eseguì come supporto quattro brani nell'album degli X-Press 2 Makeshift Feelgood, insieme a Tim DeLaughter, Kurt Wagner dei Lambchop e Rob Harvey dai The Music.

## Il disastro del Marchioness
Nel 1989, l'ex sassofonista del primo periodo dei Kissing The Pink, Josephine Wells, che era andata in tournée con i Tears for Fears e i Communards, fu coinvolta nel disastro del Marchioness, che provocò la morte di 51 persone (si trovava a bordo di una barca). In seguito ebbe un esaurimento nervoso e si diede all'alcol. Perse il controllo delle labbra, essenziale per i suonatori di strumenti a fiato, e chiuse la sua carriera di musicista, vivendo con il reddito sociale di sussistenza britannico (Income Support) e vendendo due dei suoi sassofoni.

## Discografia

### Album in studio
- 1983 – Naked
- 1984 – What Noise
- 1986 – Certain Things Are Likely (come KTP)
- 1993 – Sugarland
- 2015 – Digital People (solo in digitale)
- 2015 – FatHome (solo in digitale)

### Extended play
- 1983 – Kissing the Pink

### Singoli
- 1981 – Don't Hide in the Shadows
- 1982 – Mr. Blunt
- 1982 – Watching Their Eyes
- 1983 – The Last Film
- 1983 – Love Lasts Forever
- 1983 – Maybe This Day
- 1983 – Big Man Restless
- 1984 – Radio On
- 1984 – The Other Side of Heaven
- 1986 – One Step (come KTP)
- 1986 – Never Too Late (To Love You) (come KTP)
- 1987 – Certain Things Are Likely (come KTP)
- 1988 – Stand Up (Get Down)
- 1993 – Dalai Lama Loves You All
- 1993 – Big Man Restless Remixes
- 2002 – Icecream